# جام طلایی کونکاکاف ۲۰۰۳
جام طلایی کونکاکاف ۲۰۰۳ هفتمین دوره جام طلایی کونکاکاف بود که با شرکت تیم‌های عضو کونکاکاف (آمریکای شمالی، آمریکای مرکزی و کارائیب) برگزار شد. در پایان مسابقات تیم ملی فوتبال مکزیک برای چهارمین بار به مقام قهرمانی رسید.